# Hakka TV
Hakka TV is een publieke Chinese televisiezender die vanuit de Republiek China werkt. De televisiezender gebruikt de Chinese taal Hakkanees als voertaal. De vorm van Hakka die het meest gebruikt wordt is Taiwan-Hakka. De hanzi die gebruikt wordt is traditioneel Chinees. Af en toe wordt er ook Engels en Standaardmandarijn gebruikt. De zender begon op 1 juli 2003 met uitzenden. Het is gratis in Taiwan te ontvangen en maakt deel uit van Public Television Service. Het is de enige televisiezender in Taiwan die Hakkanees veelvuldig gebruikt. 
De zender is ook in Nederland te ontvangen via digitale televisiekastjes.
De televisieprogramma's die worden uitgezonden hebben meestal te maken met de Hakka taal en cultuur wereldwijd. Ook zijn er documentaires waarbij overzeese Chinezen van Hakka afkomst het onderwerp zijn. Verder maakt Hakka TV ook vele televisieseries.